# اتین فان امپل
اتین فان امپل (هلندی: Etienne van Empel؛ زادهٔ ۱۴ آوریل ۱۹۹۴) دوچرخه‌سوار اهل هلند است.
از باشگاه‌هایی که در آن رکاب زده‌است می‌توان به تیم دوچرخه‌سواری رابوبانک دولوپمنت و تیم دوچرخه‌سواری رومپوت–ندرلانسه لوتری اشاره کرد.